# Kajakarstwo na Letnich Igrzyskach Olimpijskich 1968 – K-1 500 m kobiet
K-1 500 m kobiet – jedna z konkurencji rozgrywanych w ramach kajakarstwa, podczas letnich igrzysk olimpijskich w 1968. Eliminacje odbyły się 22 października, repasaże przeprowadzono 24 października, a finał został rozegrany 25 października.
Do eliminacji zgłoszonych 13 zawodniczek, po jednej z każdego kraju. Z każdej rundy eliminacyjnej trójka kajakarek z najlepszymi czasami awansowała bezpośrednio do finału, pozostałe zaś przystąpiły do fazy rewanżowej, w której trójka najszybszych kajakarek awansowała do fazy finałowej.
Zawody w tej konkurencji wygrała reprezentantka ZSRR Ludmiła Pinajewa. Drugą pozycję zajęła zawodniczka z RFN Renate Breuer, trzecią zaś reprezentująca Rumunię Viorica Dumitru.

## Wyniki

### Eliminacje
Bieg 1
| Miejsce | Zawodniczka             | Państwo           | Wynik   |
| ------- | ----------------------- | ----------------- | ------- |
| 1.      | Ludmiła Pinajewa        | ZSRR              | 2:07,10 |
| 2.      | Anna Pfeffer            | Węgry             | 2:08,60 |
| 3.      | Iva Vávrová             | Czechosłowacja    | 2:09,10 |
| 4.      | Marcia Jones Smoke      | Stany Zjednoczone | 2:09,60 |
| 5.      | Stanisława Szydłowska   | Polska            | 2:12,10 |
| 6.      | Sylvia Jackson          | Wielka Brytania   | 2:13,60 |
| 7.      | Ann Margarit Henningsen | Meksyk            | 2:18,20 |

Bieg 2
| Miejsce | Zawodniczka          | Państwo  | Wynik   |
| ------- | -------------------- | -------- | ------- |
| 1.      | Viorica Dumitru      | Rumunia  | 2:10,00 |
| 2.      | Renate Breuer        | RFN      | 2:10,30 |
| 3.      | Mieke Jaapies        | Holandia | 2:10,90 |
| 4.      | Ing-Marie Svensson   | Szwecja  | 2:12,20 |
| 5.      | Anita Nüßner         | NRD      | 2:17,00 |
| 6.      | Marjorie Homer-Dixon | Kanada   | 2:18,50 |

### Repasaże
| Miejsce | Zawodniczka             | Państwo           | Wynik   |
| ------- | ----------------------- | ----------------- | ------- |
| 1.      | Marcia Jones Smoke      | Stany Zjednoczone | 2:12,67 |
| 2.      | Anita Nüßner            | NRD               | 2:13,42 |
| 3.      | Ing-Marie Svensson      | Szwecja           | 2:14,55 |
| 4.      | Stanisława Szydłowska   | Polska            | 2:15,32 |
| 5.      | Sylvia Jackson          | Wielka Brytania   | 2:17,98 |
| 6.      | Marjorie Homer-Dixon    | Kanada            | 2:20,84 |
| 7.      | Ann Margarit Henningsen | Meksyk            | 2:21,39 |

### Finał
| Miejsce | Zawodniczka        | Państwo           | Wynik   |
| ------- | ------------------ | ----------------- | ------- |
| 01 !    | Ludmiła Pinajewa   | ZSRR              | 2:11,09 |
| 02 !    | Renate Breuer      | RFN               | 2:12,71 |
| 03 !    | Viorica Dumitru    | Rumunia           | 2:13,22 |
| 4.      | Marcia Jones Smoke | Stany Zjednoczone | 2:14,68 |
| 5.      | Iva Vávrová        | Czechosłowacja    | 2:14,78 |
| 6.      | Anita Nüßner       | NRD               | 2:16,02 |
| 7.      | Ing-Marie Svensson | Szwecja           | 2:16,04 |
| 8.      | Mieke Jaapies      | Holandia          | 2:18,38 |
| –       | Anna Pfeffer       | Węgry             | DNF     |